# مجمع الشهداء الطبي العسكري
مجمع الشهداء الطبي العسكري أو مستشفى نابلس العسكري مستشفى عسكري، يتبع الخدمات الطبية العسكرية الفلسطينية، يقدم خدماته للمواطنين العسكريين والمدنيين، أقيم في مدينة نابلس على مساحة 10 دونم، وتبلغ قدرته السريرية 48 سريراً.
يتكون المجمع من طابقين، تحتوي على عدة أقسام هي: الإسعاف والطوارئ، الأشعة، الباطني، الأطفال، العناية المكثفة، المختبر، الغازات الطبية. 